# كاي تشوشان
كاي تشوشان (بالصينية: 蔡楚川) (15 ديسمبر 1983 بووهان في الصين - ) هو لاعب كرة قدم صيني في مركز الوسط. لعب مع جيجيانغ غرينتاون وYunnan Flying Tigers F.C. ‏ وWuhan Yaqi F.C. ‏ وGuizhou F.C. ‏ وTianjin Tianhai F.C. ‏.